# Escola de Safed
L'Escola de Safed era una ieixivà formada per un grup de teòlegs jueus estudiosos de la Càbala, que es van aplegar al voltant dels ensenyaments del Rabí Yossef Qaro (1488-1575), l'autor d'un ample comentari anomenat Beit Yossef sobre el llibre Arba Turim de Jacob ben Asher. Caro és l'autor d'un comentari de l'obra Mixné Torà del Rambam Maimònides, anomenada Kessef Mixné. Caro és també l'autor del més cèlebre codi legal de la llei jueva, el Xulhan Arukh. Aquesta obra és encara actualment la major autoritat legal en matèria de jurisprudència, i a ella es fa referència constantment.
A la ciutat de Safed, en una alta roca sobre la depressió que ocupa el Llac de Tiberíades, es va establir com a jutge i deixeble seu el Rabí Shlomo HaLevi Alkabetz (mort en 1580), cabalista i poeta. Shlomo Alkabetz va ser l'autor del famós himne religiós i festiu Lekhà Dodí, aquesta popular cançó és cantada per rebre el Shabat.
El Zohar, també conegut com "El Llibre de l'Esplendor", és una de les principals obres que tracten sobre la Càbala, altres obres importants relacionades amb la Càbala són: el Sefer ha-Bahir, el Séfer Yetsirà, el llibre Ets Hayyim, i el Pardes Rimonim. Els Rabins Moisès Cordovero i Isaac Lúria, l'Arizal HaKadoix, van ser els principals recopiladors de la mística i la Càbala jueva. A aquesta escola de pensament, pertany també el fidel deixeble del Rabí Isaac Lúria, el Rabí Hayyim Vital.